# مكتب الإيمان بالبيت الأبيض
في فبراير 2025، أمر الرئيس الأمريكي دونالد ترامب بإنشاء مكتب الإيمان في البيت الأبيض، وهو مكتب جديد في البيت الأبيض "لمساعدة الكيانات القائمة على الإيمان، والمنظمات المجتمعية، ودور العبادة في جهودها لتعزيز الأسر الأمريكية، وتعزيز العمل والاكتفاء الذاتي، وحماية الحريات الدينية". تحل المنظمة محل مكتب البيت الأبيض السابق للمبادرات الدينية والمجتمعية، وستكون جزءًا من مجلس السياسة الداخلية.
عين ترامب الواعظة التلفزيونية باولا وايت كين لقيادة مكتب الإيمان.